# 무카이바라역
무카이바라역(일본어: 向井原駅 무카이바라에키[*])은 일본 에히메현 이요시에 있는 시코쿠 여객철도 요산선의 역이다. 역 번호는 U06 · S06이며, 단선 승강장 1면 1선의 구조를 가진 고가역이다.

## 역 주변
- 마쓰야마 자동차도 이요 나들목
- 국도 제56호선
- 국도 제378호선

## 역사
- 1963년 10월 1일 : 일본국유철도의 역으로서 개업.
- 1987년 4월 1일 : 민영화에 의해, 시코쿠 여객철도로 이관.

## 인접 정차역
| 시코쿠 여객철도 요산선    | 시코쿠 여객철도 요산선 | 시코쿠 여객철도 요산선      |
| ------------------------- | ---------------------- | --------------------------- |
| U 05 이요시 마쓰야마 방면 | 요산 선 (구 노선)      | 고노카와 S 07 이요오즈 방면 |
| 시코쿠 여객철도 요산선    |                        |                             |
| U 05 이요시 마쓰야마 방면 | 요산 선 (우치코 지선)  | 이요오히라 U 07 우치코 방면 |